# (5499) 1981 SU2
1981 أس يو 2 (ويعرف أيضًا باسم (5499) 1981 أس يو 2 وفق تسمية الكوكب الصغير) (بالإنجليزية: 1981 SU2)‏ هو كويكب ضمن حزام الكويكبات؛ وترتيبه 5499 من حيث الاكتشاف.
اكتُشف هذا الجُرم الفلكي بواسطة Haute-Provence Observatory ‏ في 29 سبتمبر 1981.

## وصلات خارجية
- (5499) 1981 SU2 في قاعدة بيانات مختبر الدفع النفاث لأجرام النظام الشمسي الصغيرة

- الاكتشاف · مخطط المدار ·  العناصر المدارية · المعلمات المادية

- (5499) 1981 SU2 على موقع ويكي سكاي: DSS2, SDSS, GALEX, IRAS, Hydrogen α, X-Ray, Astrophoto, Sky Map, Articles and images